# Berejne, Konotop
Berejne (în ucraineană Бережне) este un sat în comuna Duhanivka din raionul Konotop, regiunea Sumî, Ucraina.

## Demografie
Componența lingvistică a localității Berejne
     Ucraineană (95,79%)
     Rusă (2,34%)
     Alte limbi (0,47%)
Conform recensământului din 2001, majoritatea populației localității Berejne era vorbitoare de ucraineană (95,79%), existând în minoritate și vorbitori de rusă (2,34%).